# 初夏の頃 〜IN EARLY SUMMER〜
『初夏の頃 〜IN EARLY SUMMER〜』（しょかのころ イン・アーリー・サマー）は、1997年1月22日に発売された浜田省吾の4枚目のセルフカバーアルバム。

## 構成
愛奴時代の楽曲をはじめ、『生まれたところを遠く離れて』から『君が人生の時…』までの5枚のアルバムより選曲した1970年代の楽曲に焦点を当てリメイクしたアルバム。本作の選曲基準はいわゆる代表曲ではなく「20代の頃にしか書けなかったであろう瑞々しい楽曲」であり、当時サウンド的に納得できていなかったものを改めてレコーディングしたと浜田は述べている。6名のサウンド・プロデューサーが選出しており、浜田とは初競演となる参加ミュージシャンも多く見受けられる。
3枚目のアルバム『Illumination』からは1曲も選曲されなかったが、先行シングル「涙あふれて」B面「あの頃の僕」が収録された。「あの頃の僕」は1枚目のコンピレーションアルバム『SLOW DOWN』のみ収録されていたため今回が初CD化となる。

## 音楽性
レコーディングは『青空の扉 〜THE DOOR FOR THE BLUE SKY〜』と同時進行だったが、仮に本作が先に完成しても2作共完成しない限り、本作は発売するつもりが無かったと1996年のライブMCで話していた。
常々「5枚目まで廃盤にしたい」と話していた浜田だったが、このアルバムを作ったことで、そうした拘りはなくなったという。2021年には1枚目から5枚目のオリジナルアルバムがデジタルリマスターされ再発された。

## 形態
初回盤はデジパック仕様。CD-EXTRA機能が搭載されており、1970年代の貴重な映像が収録されている。さらに、8年ぶりにLP盤が発売されたが、曲順はCDと異なり、LP盤のみ渋谷陽一による推薦文が掲載された。

## 収録曲

### CD盤
| 全作詞・作曲: 浜田省吾。 |                                                  |           |            |          |                                        |      |
| #                        | タイトル                                         | 作詞      | 作曲・編曲 | 編曲     | 初出                                   | 時間 |
| 1.                       | 「初夏の頃」(IN EARLY SUMMER)                    | 浜田省吾  | 浜田省吾   | 土方隆行 | アルバム『AIDO』（愛奴）               | 3:30 |
| 2.                       | 「街角の天使」(ANGELS ON THE STREET CORNER)      | 浜田省吾  | 浜田省吾   | 伊藤銀次 | アルバム『生まれたところを遠く離れて』 | 4:09 |
| 3.                       | 「雨の日のささやき」(WHISPERS ON THE RAINY DAY)  | 浜田省吾  | 浜田省吾   | 斎藤誠   | アルバム『LOVE TRAIN』                 | 4:08 |
| 4.                       | 「あの頃の僕」(I USED TO…)                       | 浜田省吾  | 浜田省吾   | 白井良明 | シングル「涙あふれて」                 | 4:21 |
| 5.                       | 「グッド・ナイト・エンジェル」(GOOD NIGHT ANGEL) | 浜田省吾  | 浜田省吾   | 伊藤銀次 | アルバム『MIND SCREEN』                | 4:54 |
| 6.                       | 「恋に気づいて」(IT MAY BE LOVE)                 | 浜田省吾  | 浜田省吾   | 白井良明 | アルバム『LOVE TRAIN』                 | 4:04 |
| 7.                       | 「4年目の秋」(THE FOURTH FALL)                   | 浜田省吾  | 浜田省吾   | 町支寛二 | アルバム『君が人生の時…』              | 3:48 |
| 8.                       | 「朝からごきげん」(MORNING GROOVIN')             | 浜田省吾  | 浜田省吾   | 伊藤銀次 | アルバム『生まれたところを遠く離れて』 | 3:20 |
| 9.                       | 「さよならにくちづけ」(KISS & GOOD-BYE)          | 浜田省吾  | 浜田省吾   | 斎藤誠   | アルバム『君が人生の時…』              | 5:24 |
| 10.                      | 「ミス・ロンリー・ハート」(MISS LONELY HEART)    | 浜田省吾  | 浜田省吾   | 斎藤誠   | アルバム『君が人生の時…』              | 3:48 |
| 11.                      | 「行かないで」                                   | 浜田省吾  | 浜田省吾   | 土方隆行 | アルバム『LOVE TRAIN』                 | 5:27 |
| 12.                      | 「夢にいざなえ」(INVITATION TO THE DREAM)        | 浜田省吾  | 浜田省吾   | 古賀森男 | アルバム『AIDO』（愛奴）               | 4:02 |
| 合計時間:                | 合計時間:                                        | 合計時間: | 合計時間:  | 50:55    |                                        |      |

### LP盤
| 全作詞・作曲: 浜田省吾。 |                                                  |           |            |          |                                        |      |
| #                        | タイトル                                         | 作詞      | 作曲・編曲 | 編曲     | 初出                                   | 時間 |
| 1.                       | 「初夏の頃」(IN EARLY SUMMER)                    | 浜田省吾  | 浜田省吾   | 土方隆行 | アルバム『AIDO』（愛奴）               | 3:31 |
| 2.                       | 「街角の天使」(ANGELS ON THE STREET CORNER)      | 浜田省吾  | 浜田省吾   | 伊藤銀次 | アルバム『生まれたところを遠く離れて』 | 4:12 |
| 3.                       | 「雨の日のささやき」(WHISPERS ON THE RAINY DAY)  | 浜田省吾  | 浜田省吾   | 斎藤誠   | アルバム『LOVE TRAIN』                 | 4:12 |
| 4.                       | 「グッド・ナイト・エンジェル」(GOOD NIGHT ANGEL) | 浜田省吾  | 浜田省吾   | 伊藤銀次 | アルバム『MIND SCREEN』                | 4:56 |
| 5.                       | 「恋に気づいて」(IT MAY BE LOVE)                 | 浜田省吾  | 浜田省吾   | 白井良明 | アルバム『LOVE TRAIN』                 | 4:23 |
| 6.                       | 「あの頃の僕」(I USED TO…)                       | 浜田省吾  | 浜田省吾   | 白井良明 | シングル「涙あふれて」                 | 4:23 |
| 合計時間:                | 合計時間:                                        | 合計時間: | 合計時間:  | 25:37    |                                        |      |

| 全作詞・作曲: 浜田省吾。 |                                               |           |            |          |                                        |      |
| #                        | タイトル                                      | 作詞      | 作曲・編曲 | 編曲     | 初出                                   | 時間 |
| 1.                       | 「4年目の秋」(THE FOURTH FALL)                | 浜田省吾  | 浜田省吾   | 町支寛二 | アルバム『君が人生の時…』              | 3:51 |
| 2.                       | 「朝からごきげん」(MORNING GROOVIN')          | 浜田省吾  | 浜田省吾   | 伊藤銀次 | アルバム『生まれたところを遠く離れて』 | 3:23 |
| 3.                       | 「さよならにくちづけ」(KISS & GOOD-BYE)       | 浜田省吾  | 浜田省吾   | 斎藤誠   | アルバム『君が人生の時…』              | 5:25 |
| 4.                       | 「ミス・ロンリー・ハート」(MISS LONELY HEART) | 浜田省吾  | 浜田省吾   | 斎藤誠   | アルバム『君が人生の時…』              | 3:48 |
| 5.                       | 「行かないで」(IF YOU GO AWAY)                | 浜田省吾  | 浜田省吾   | 土方隆行 | アルバム『LOVE TRAIN』                 | 5:32 |
| 6.                       | 「夢にいざなえ」(INVITATION TO THE DREAM)     | 浜田省吾  | 浜田省吾   | 古賀森男 | アルバム『AIDO』（愛奴）               | 4:02 |
| 合計時間:                | 合計時間:                                     | 合計時間: | 合計時間:  | 26:01    |                                        |      |

## 参加ミュージシャン
- CD盤とLP盤に関しては曲順が異なるため、CD盤の曲順に表記。

| 初夏の頃 - Produced & Arranged by 土方隆行 - Record & Mixed by 坂本克弘 - Drums：渡嘉敷祐一 - Bass：岡沢茂 - Guitars：土方隆行 - Keyboards：小野沢篤 - Percussion：木村"キムチ"誠 - Chorus：浜田省吾 街角の天使 - Produced & Arranged by 伊藤銀次 - Record & Mixed by 松尾順二 - Drums：阿部耕作(The Collectors) - Bass：小里誠(The Collectors) - Guitars：藤井謙二(MY LITTLE LOVER), 古市コータロー(The Collectors) - Keyboards：浦清英 - Manipulation：角谷仁宣 - Female Vocal & Chorus：真城めぐみ(Hicksville) - Chorus：町支寛二, 浜田省吾 雨の日のささやき - Produced & Arranged by 斎藤誠 - Record & Mixed by 山口州治 - Drums：河村"カースケ"智康 - Bass：角田俊介 - Keyboards：片山敦夫 - Percussion：成田昭彦 - Glockenspiel：斎藤誠 - Chorus：斎藤誠, 浜田省吾 あの頃の僕 - Produced & Arranged by 白井良明 - Record & Mixed by 杉森康二 - Drums：松永俊弥 - Bass：渡辺等 - Guitars：白井良明 with Gibson SG'63 model at first appearance - Keyboards：柴田俊文 - Chorus：浜田省吾 グッド・ナイト・エンジェル - Produced & Arranged by 伊藤銀次 - Record & Mixed by 松尾順二 - Drums：三原重夫 - Bass：美久月千晴 - Guitars：藤井謙二(MY LITTLE LOVER), 古市コータロー(The Collectors), 伊藤"GOD HANDS"銀次 - Keyboards：浦清英 - Percussion：浜口茂外也 - Manipulation：角谷仁宣 - Female Vocal & Chorus：真城めぐみ(Hicksville) - Chorus：真城めぐみ(Hicksville), 町支寛二, 浜田省吾 恋に気づいて - Produced & Arranged by 白井良明 - Record & Mixed by 杉森康二 - Drums：松永俊弥 - Bass：渡辺等 - Guitars：白井"カールトニー"良明 - Keyboards：柴田俊文 - Percussion：梯郁夫 - Chorus：鈴木弘明, 曳田修 | 4年目の秋 - Produced & Arranged by 町支寛二 - Record & Mixed by 松尾順二 - Drums：木村万作 - Bass：岡沢茂 - Guitars：水谷公生, 町支寛二 - Keyboards：福田裕彦 - Saxophone：古村敏比古 - Chorus：町支寛二 朝からごきげん - Produced & Arranged by 伊藤銀次 - Record & Mixed by 松尾順二 - Drums：三原重夫 - Bass：美久月千晴 - Guitars：藤井謙二(MY LITTLE LOVER), 古市コータロー(The Collectors), 伊藤銀次 - Pedal Steel：駒沢裕城 - Keyboards：浦清英 - Manipulation：角谷仁宣 - Chorus：浜田省吾 さよならにくちづけ - Produced & Arranged by 斎藤誠 - Record & Mixed by 天童淳 - Drums & Percussion：成田昭彦 - Bass：渡辺等 - E.Guitars：斎藤誠 - A.Guitars：柳沢二三男 - Keyboards：片山敦夫 - Chorus：斎藤誠 ミス・ロンリー・ハート - Produced & Arranged by 斎藤誠 - Record & Mixed by 山口州治 - Drums：河村"カースケ"智康 - Bass：角田俊介 - Guitars：斎藤誠 - Keyboards：片山敦夫 - Percussion：成田昭彦 - Chorus：斎藤誠, 山根麻衣, 山根栄子 行かないで - Produced & Arranged by 土方隆行 - Record & Mixed by 坂本克弘 - Recorded by 森山恭行 - Drums：渡嘉敷祐一 - Bass：岡沢茂 - Guitars：土方隆行 - Keyboards：笹路正徳 - Chorus：浜田省吾 夢にいざなえ - Produced & Arranged by 古賀森男 - Record & Mixed by 平木秀幸 - All Instruments：古賀森男 |